# Liste der Einträge im National Register of Historic Places im Atchison County (Missouri)

Lage des Atchison Countys in Missouri

Die Liste der Einträge im National Register of Historic Places im Atchison County in Missouri führt die Bauwerke und historischen Stätten im Atchison County auf, die in das National Register of Historic Places aufgenommen wurden.

## Aktuelle Einträge
| [ 3 ] | Name                                     | Bild                              | Eintragsdatum        | Lage                                                                   | Ort                   | Beschreibung                                           |
| ----- | ---------------------------------------- | --------------------------------- | -------------------- | ---------------------------------------------------------------------- | --------------------- | ------------------------------------------------------ |
| 1     | Atchison County Memorial Building        | Atchison County Memorial Building | 1987 ID-Nr. 87001578 | 417 South Main Street 40° 24′ 40″ N, 95° 30′ 51″ W                     | Rock Port             |                                                        |
| 2     | Brownville Bridge                        | Brownville Bridge                 | 1993 ID-Nr. 93000536 | Brücke des US 136 über den Missouri River 40° 23′ 57″ N, 95° 39′ 6″ W  | Phelps City           | Reicht über den Missouri bis Brownville in Nebraska    |
| 3     | John Dickinson Dopf Mansion              | John Dickinson Dopf Mansion       | 1984 ID-Nr. 84003858 | 407 Cass Street 40° 24′ 43″ N, 95° 31′ 7″ W                            | Rock Port             |                                                        |
| 4     | Gibbs Site                               |                                   | 1972 ID-Nr. 72000703 | Adresse nicht veröffentlicht                                           | Watson                |                                                        |
| 5     | Rankin Hall                              | Rankin Hall                       | 2010 ID-Nr. 10000022 | 402 North 13th Street 40° 26′ 35,5″ N, 95° 23′ 29,2″ W                 | Tarkio                | 1931 errichtetes Verwaltungsgebäude des Tarkio College |
| 6     | St. Oswald's Protestant Episcopal Church |                                   | 1992 ID-Nr. 91001959 | MO EE, südlich der Kreuzung mit der MO 46 40° 16′ 39″ N, 95° 14′ 12″ W | westlich von Skidmore |                                                        |
| 7     | Thompson-Campbell Farmstead              |                                   | 2003 ID-Nr. 03001056 | 25579 MO U 40° 21′ 30″ N, 95° 34′ 51″ W                                | Langdon               |                                                        |
| 8     | Walnut Inn                               | Walnut Inn                        | 1982 ID-Nr. 82003124 | 224 Main Street 40° 26′ 27″ N, 95° 22′ 10″ W                           | Tarkio                |                                                        |

## Frühere Einträge
| [ 3 ] | Name              | Bild | Eintragsdatum        | Lage                                                      | Ort    | Beschreibung                  |
| ----- | ----------------- | ---- | -------------------- | --------------------------------------------------------- | ------ | ----------------------------- |
| 8     | Mule Barn Theatre |      | 1970 ID-Nr. 70000321 | 10th Street Ecke Park Street 40° 25′ 26″ N, 95° 28′ 40″ W | Tarkio | 1989 durch ein Feuer zerstört |